# Cyanophlebia
Cyanophlebia is een geslacht van vlinders uit de familie wespvlinders (Sesiidae), onderfamilie Tinthiinae.
Cyanophlebia is voor het eerst wetenschappelijk beschreven door Arita & Gorbunov in 2001. De typesoort is Cyanophlebia mandarina.

## Soort
Cyanophlebia omvat de volgende soort:
- Cyanophlebia mandarina Arita & Gorbunov, 2001